# Sovetski (Kubanski)
|  | Per a altres significats, vegeu «Sovetski». |

Sovetski - Советский (rus) és un possiólok del krai de Krasnodar, a Rússia. Es troba a la vora esquerra del Ieia. És a 12 km al nord-oest de Novopokróvskaia i a 160 km al nord-est de Krasnodar.
Pertany al possiólok de Kubanski.